# エンタープライズアーキテクチャ
エンタープライズアーキテクチャ（英: enterprise architecture、EA) は構成要素（事業エンティティ）、それらの構成要素の外的に見える特性、及びそれらの間の関係を含む、事業構造の厳格な記述である。EAは、用語、要素の構成、及びその外的環境とのそれらの関係、及び 要求分析、設計とエンタープライズの進化のための原則のガイドを記述する。 この記述は、事業体の目標、事業プロセス、役割、組織的構造、組織的振舞、事業情報、ソフトウェア・アプリケーション、及びコンピュータ・システムを含む、包括的である。  

## EAのスコープ
用語『エンタープライズ』は、それが以下を含む多くの状況で一般に適用可能なことから使われる。
- 公共及び民間セクター組織
- 事業又は法人全体
- 大きな企業の (事業単位のような) 一部
- ジョイント・ベンチャやパートナのような複数組織の集合体
- 多重にアウトソースされた事業運営

用語『エンタープライズ』は、以下を含む、複合、社会-技術的システムを含む。
- 人
- 情報
- 技術

記述されるべき事業体の境界あるいはスコープの定義は、EAを創生する最初のステップで重要である。それは、EAで使われる用語『エンタープライズ』が、組織によって採用される情報システムより一般的な意味を持つことに注意すべきである。

## 方法とフレームワーク
エンタープライズアーキテクチャは、事業体の構造とダイナミックスを理解し記述するため、様々な事業手法、分析技術及び概念的ツールを使う。そうすることにおいて、それらは、まとめて生成物と呼ばれる、リスト、図面、ドキュメント及びモデルを生成する。これらの生成物は、事業体内の、事業機能、事業能力、事業プロセス、人材組織、情報資源、事業システム、ソフトウエア・アプリケーション、コンピューティング能力、情報交換、及びコミュニケーション・インフラの論理的組織を記述する。  
有用な方法で事業体を記述するため十分完全な、これらの生成物の集合は、'事業体'（エンタープライズ）レベルの仕組（アーキテクチャ）記述あるいはエンタープライズアーキテクチャであるとEA実践者によって考えられる。UK国家コンピューティング・センタのEAベスト・プラクティス・ガイダンスは、以下のように表明する。
通常EAは、一つの事業体の構造と機能を記述する凝集されたモデルの包括セットの形成を採る。
そして続けて
EAにおける個別のモデルは、事業体についての詳細さのレベルを深める際：その目的と目標；そのプロセスと組織；そのシステムとデータ；その使われる技術及び関心の球に関わるその他のすべてを、論理的方法で整合させる。
これは、一般的なThe Open Group Architecture Framework (TOGAF) を含む幾つかのEA枠組で暗示されるEAの定義である。
エンタープライズアーキテクチャフレームワークは、特定事業体の仕組記述の生成においてツール、技術、生成物記述、プロセス・モデル、参照モデル、及びガイダンスを結びつける。
1992年にSteven Spewakは、教育コースで幅広く使https://businessnewstips.com/事業体仕組の生成のためのプロセスを解説した。

## 実践の領域
幾つかのエンタープライズアーキテクチャフレームワークは、幾つかの実践の領域あるいはアーキテクチャドメインにエンタープライズアーキテクチャの実践を分割する。Spewakは、エンタープライズアーキテクチャにおける彼の本で、レベル2で『ビジネス・モデリング』と『現状システムと技術』の2つのドメインに、そしてレベル3で『データアーキテクチャ』、『アプリケーションアーキテクチャ』、及び『インフォメーションアーキテクチャ』の3つのドメインに実践に分割し、次にインフォメーションシステムアーキテクチャを『インフォメーションアーキテクチャ』と『アプリケーションアーキテクチャ』にサブ分割した。
戦略的仕組モデルは、事業体の目的と目標からそのプロジェクトとプログラムを通してそのソフトウエアアプリケーションと技術へ、事業体の多くの局面をカバーする10のドメインまでに柔軟な分割を可能にする。
EAドメイン - EAのランドスコープは、普通環境の属性に基づく種々のドメインと、業界EA枠組に基づく論理グループ化に分けられる。
複数のドメインへの実践の分割は、複数の重要な観点から事業体を記述する事業体仕組を可能にする。この実践はまた、多くの個人の貢献を奨励し、個々の特定ドメインの専門性や知識の全体として良い活用する実践を可能にする。このアプローチを採用することで、EAは、生成される全体的記述を確かにすることができる。
一般的で最も共通な4つのドメインとそれらの要素部分は以下のようである。
1. 事業
  1. 戦略マップ、目標、法人ポリシ、運用モデル（英語版）
  2. 機能的分割(e.g. IDEF0、SADT 、事業体／事業ライン仕組みとして表現された事業能力と組織的モデル
  3. 割り当てられた当事者、責任及びポリシを明確化する事業プロセス、ワークフロー及びルール
  4. 組織のサイクル、周期、及びタイミング
  5. ハードウエア、ソフトウエア、及びサービスの供給者
2. 情報
  1. インフォメーションアーキテクチャ - 事業体における情報の流れの全体的ビュー
  2. データアーキテクチャ（英語版） - データが処理され、格納される方法とそれを使うであろうプロジェクト・チームによって使われるデータフローの記述
  3. マスターデータ管理は、データがどこに存在するかに係わりの無いシングル・ビューを準備する目標を伴う、多くのアプリケーションと事業プロセスを横断して使われるデータの公式で信頼できる基盤である。
  4. メタデータ - あなたの事業体のデータ要素（英語版）を記述するデータ
  5. ビジネスインテリジェンス分析と報告は、組織ユーザがよりよい事業の意思決定を支援するデータをアクセスするための、収集、格納、分析、及び提供のための幅広い分類である。これらは、意思決定システム、問合せと報告、ダッシュボード、スコアボード、統計分析、予測、及びデータマイニングなどの活動を含む。これには、報告データ・ストア：運用データストア（ODS）、データマート、あるいはデータウエアハウス等を含む。
  6. データ品質は、データ品質とデータ・インテグリティ課題と改善努力の識別、分析、改善、及び測定を支援する。
  7. データモデル - 事業体情報仕組として表現された概念的、論理的及び物理的
  8. データと情報を、どのように生成し、分類し、更新し、利用し、分散し、そして保存するかと廃止を統治するデータ・ライフサイクル管理プロセス

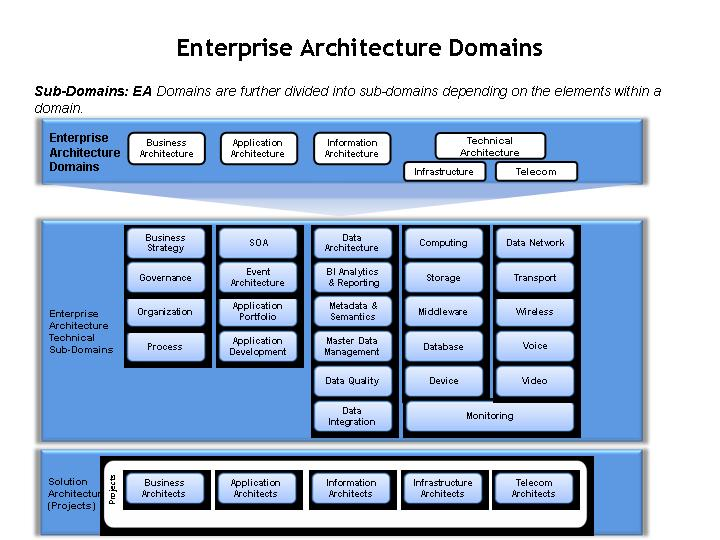
EAドメインのサブドメイン
3. アプリケーション
  1. アプリケーションソフトウェア - 概念的／機能的又はシステム事業体／事業ライン仕組として表現されたインベントリとダイアグラム
  2. API  - イベント、メッセージ
4. 技術
  1. アプリケーション相互の仲介、又は'ミドルウエア'
  2. アプリケーション実行環境と運用枠組-アプリケーション・サーバ環境とオペレーション・システム、認証と認証環境、セキュリティ・システム及び運用と監視システムを含む
  3. ハードウエア、プラットフォーム、及びホスト：サーバ、データセンタ、及びコンピュータ室
  4. LAN、WAN、インターネット接続図
  5. イントラネット、エクストラネット、インターネット、電子商取引、電子データ交換 - 組織の内部と外部のパーティ間のリンク
  6. オペレーティングシステム
  7. 情報インフラ（英語版）ソフトウエア、アプリケーションサーバ、 データベース管理システム
  8. プログラミング言語等、事業体／事業ライン技術仕組として表現された

## EAの利用
ある事業体の仕組の記述は、その事業自体の有効性と効率性を改善することが第一の目的である。これには、組織の構造、事業プロセスの集中又は連合、事業情報の品質と時間軸、あるいは情報技術への投資が妥当性確認における革新を含む。
TOGAF仕組枠組で記述されているように、ある事業の機能性の改善のためこの情報を利用する一つの方法は、『仕組的ビジョン』（『ターゲット』又は『将来の状態』目標を表現する事業の記述）を開発することを含む。
一旦このビジョンがよく理解されたなら、現在の状況からターゲットへの変化のプロセスを描く、中間ステップのセットが作られる。これらの中間ステップは、TOGAFによって『移行仕組』と呼ばれる。同様の方法は、他のエンタープライズ・アーキテクチャ・フレームワークでも解説されている。

## EAの利用の成長
EAを文書化することは、米国連邦政府でも資金計画と投資統制プロセスの文脈で実施されている。連邦エンタープライズアーキテクチャ参照モデルは、連邦機関が彼らの仕組の開発をガイドする一つの枠組として提供される
インテル、フォルクスワーゲンのような独立ブルークロス会社とインターコンチネンタルホテルズグループは、事業性能と生産性の改善と同じように、彼らのEAを改善するため適用された事業体仕組も持っている。

## 他の熟達性 (ディシプリン) との関係性
EAは、Dubai CustomsとAGL Energyのような彼らのIT管理戦略の一部として公式なEAを実装した、組織における情報技術統治の主要要素である。これは、エンタープライズアーキテクチャがITと密接に結びついていることを暗示するかもしれない一方で、これはより技術的主題と同様に、ビジネスアーキテクチャ 、性能管理 、及びプロセスアーキテクチャを扱う事業最適化の幅広い文脈で見るべきである。組織に依存し、EAチームはまた、性能工学、ITポートフォリオマネジメント、及びメタデータ管理の幾つかの局面に責任があるかもしれない。最近、GartnerやForrester のような主役は、設計思考とユーザーエクスペリエンスデザインのようなこれからの全体的な実践との事業体仕組の重要な関係を強調した。
合衆国OMBの2006 FEA 実践ガイダンスから次のイメージは、EAとセグメント（BPR）あるいはソリューションアーキテクチャ間の関係に光を当てている。

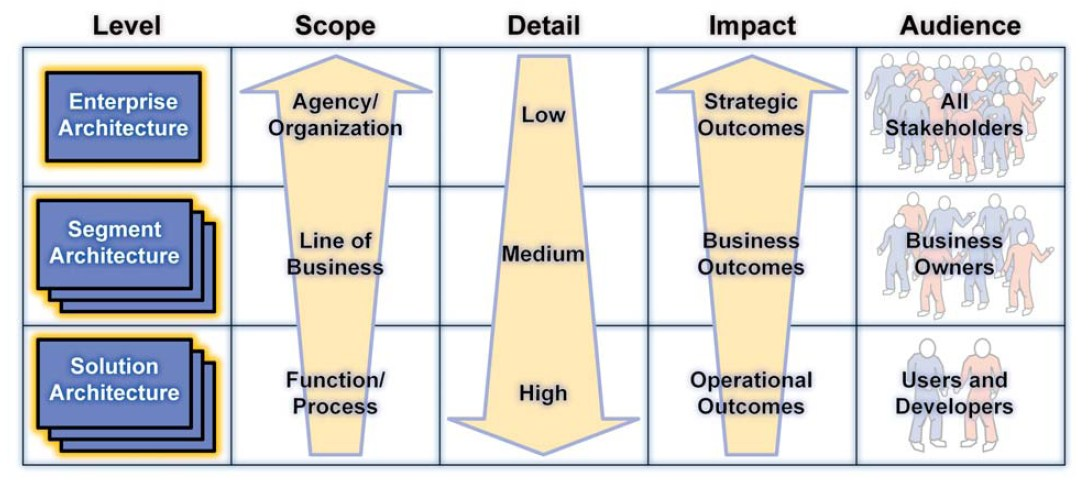
この図は、ソフトウエアアーキテクチャはまさにソリューション仕組規律である。例えば、ソフトウエアアーキテクチャ、ネットワークアーキテクチャ、及びデータベースアーキテクチャのような活動は、ソリューションアーキテクチャに部分的に貢献する。

## 発行されたEAの例
民間組織のため、彼らのEA記述から豊かな詳細を公開することは一般的ではない。そうすることは、会社の市場的ポジションを妨げ得る組織の弱みと欠陥に関する情報を競合に提供する。しかしながら、世界中の政府機関の多くは、彼らが開発した仕組的記述を発行し始めた。そのよい例は、米国内務省と米国国防省の事業転換エージェンシを含む。